# José Rodríguez (villista)
General José Rodríguez fue un militar mexicano que participó en la Revolución mexicana. 

## Maderismo y Villismo
Nació en Satevó, Chihuahua, el 10 de abril de 1892. Se levantó en armas en 1912, para combatir la Rebelión orozquista. En 1913 retornó a la lucha, defendiendo la causa constitucionalista con la División del Norte desde que ésta se fundó: Tomó parte en la toma de Torreón en octubre de 1913 y en los ataques de Chihuahua en noviembre. Sobresalió su actuación en los combates de Ciudad Juárez y de Tierra Blanca, al frente de la Brigada “Morelos”; también participó en la Batalla de Ojinaga, último reducto huertista en Chihuahua. A principios de 1914 fue nombrado Comandante de la Brigada “Villa”, con la que entró en acción en la toma definitiva de Torreón, San Pedro de las Colonias y Paredón. Participó en la Batalla de Zacatecas, destacando por su asalto al cerro de Loreto.

## Gobierno Convencionista
Ante la escisión revolucionaria y siendo uno de los principales generales villistas, apoyó el desconocimiento de Venustiano Carranza como Primer Jefe. También apoyó a Francisco Villa en su intento por fusilar a Álvaro Obregón, durante su visita a Chihuahua. Evidentemente, formó parte del Ejército de la Convención. En diciembre de 1914 logró derrotar al constitucionalista Jacinto B. Treviño. En febrero de 1915 participó en los combates de Guadalajara y Cuesta de Sayula, bajo las órdenes del propio Francisco Villa. Tomó rumbo a Monterrey e intentó tomar Matamoros, defendido por las fuerzas de Emiliano P. Nafarrate Ceceña. Posteriormente se incorporó otra vez a las fuerzas que Francisco Villa encabezaba directamente en Sonora. Tomó Cananea por unos cuantos días, pero luego fue derrotado por Plutarco Elías Calles en las cercanías de dicha plaza. Aprehendido en Madera, Chihuahua, a fines de 1915, llevando a cabo su captura y fusilamiento el Coronel Maximiano Márquez Orozco.